# Kretinga
Kretinga is een stad in Litouwen en ligt in het district Klaipėda. Het ligt nabij de kustplaats Palanga (11 km) en 25 kilometer van de provinciehoofdstad en kustplaats Klaipėda. Het stadje werd voor het eerst genoemd in 1253 als Cretyn. In 1609 kreeg het stadsrechten. In Kretinga staat een Franciscaner klooster.

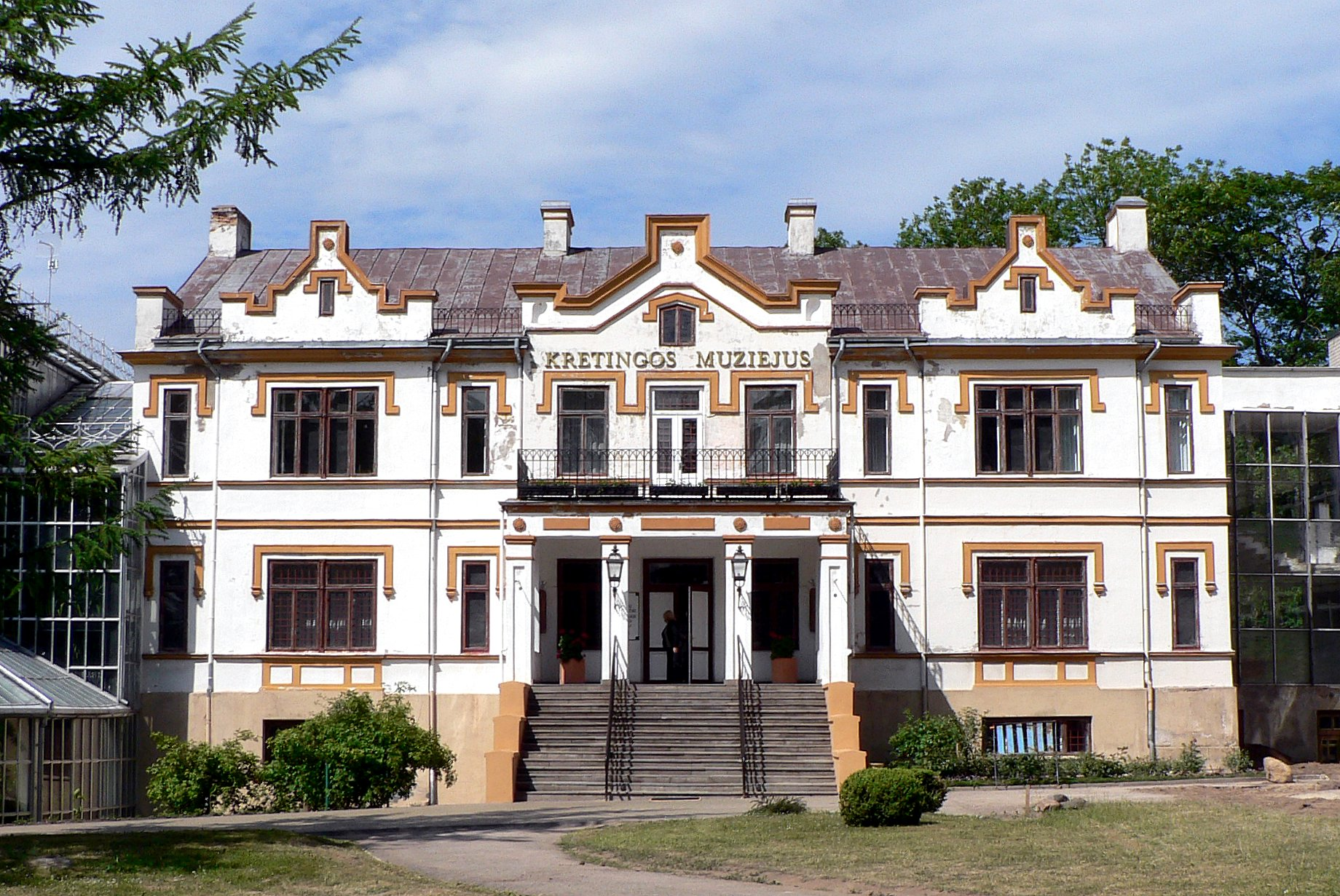
Museum van Kretinga